# دان ستراتفورد
دان ستراتفورد (بالإنجليزية: Dan Stratford)‏ هو لاعب كرة قدم بريطاني في مركز الوسط، ولد في 29 مايو 1985 في لندن في المملكة المتحدة. لعب مع دي.سي. يونايتد ونادي إنفرنيس ونادي هيرفورد وهاميلتون أكاديميكال.

## وصلات خارجية
- دان ستراتفورد على موقع الدوري الأمريكي (الإنجليزية)
- دان ستراتفورد على موقع قاعدة بيانات كرة القدم.إي يو (الإنجليزية)
- دان ستراتفورد على موقع Soccerbase.com (لاعب) (الإنجليزية)
- دان ستراتفورد على موقع Soccerway.com (الإنجليزية)